# Hubert Lang (Diplomat)
Hubert Lang (* 27. Juli 1946 in Achern) ist ein deutscher Diplomat, Arabist und Islamwissenschaftler. Von 2007 bis 2011 war er Botschafter in Bahrain.

## Leben
Nach dem Abitur studierte er zunächst 1966 bis 1968 Philologie an der Albert-Ludwigs-Universität Freiburg und trat noch während des Studiums 1968 in den Diplomatischen Dienst ein. Nach Beendigung des Vorbereitungsdienstes 1971 absolvierte er ein Studium der arabischen Sprache im Libanon und fand danach von 1973 bis 1974 Verwendung an der Botschaft in Algerien sowie von 1974 bis 1978 in den Vereinigten Arabischen Emiraten (VAE). Zugleich erwarb er 1977 ein Diplom in Arabistik am Seminar für Orientalische Sprachen der Rheinischen Friedrich-Wilhelms-Universität Bonn.
Nach einer Tätigkeit als Leiter der Außenstelle Dubai der Botschaft in den VAE von 1978 bis 1980 versah er seinen Dienst an der Deutschen Botschaft in Paris und danach von 1984 bis 1989 in Marokko. Während seiner Zeit als Mitarbeiter in der Zentrale des Auswärtigen Amtes in Bonn von 1989 bis 1995 erfolgte 1992 auch seine Promotion zum Doktor der Islamwissenschaften an der Universität Hamburg. Nach einer anschließenden Verwendung als Leiter Konsularabteilung und Kulturreferent an der Botschaft im Libanon arbeitete er zwischen 1998 und 2002 als Referent im Nahostreferat der Politischen Abteilung im Auswärtigen Amt in Bonn und in Berlin nach dem Regierungsumzug aufgrund des Berlin/Bonn-Gesetzes. Von 2002 bis 2005 war er politischer Referent an der Deutschen Botschaft in Washington und anschließend Generalkonsul in Dschidda.
Von Juli 2007 bis Juni 2011 war Hubert Lang deutscher Botschafter in Bahrain. Seither lebt er im Schwarzwald. Lang ist verheiratet mit Michèle Ruckebusch; sie haben drei Kinder. Seit 1978 ist er Träger des Bundesverdienstkreuzes am Bande.

## Werke
- Heiligenkult in Marokko. Die therapeutische Funktion der Heiligen. In: Wuquf 4–5. Beiträge zur Entwicklung von Staat und Gesellschaft in Nordafrika. Hanspeter Mattes, Hamburg 1991, S. 213–225
- Der Heiligenkult in Marokko. Formen und Funktionen der Wallfahrten. (Passauer Mittelmeerstudien, Sonderreihe 3) Passavia Universitätsverlag, Passau 1992, ISBN 3-860360-06X